# ТЭФИ (премия, 2015)
«ТЭ́ФИ» — российская общенациональная индустриальная телевизионная премия за высшие достижения в области телевизионных искусств. Учреждена фондом «Академия российского телевидения» 21 октября 1994 года. Премия должна была стать российским аналогом американской телевизионной премии «Эмми». С 2014 года организатором проведения конкурса выступает некоммерческое партнёрство «Комитет индустриальных телевизионных премий» (председатель Совета учредителей — Михаил Швыдкой, генеральный директор — Майя Кобахидзе).
Для участия в конкурсе «ТЭФИ—2015» принимались работы, произведённые и впервые вышедшие в эфир на одном из общероссийских телеканалов в период с 1 июня 2014 года по 31 мая 2015 года. Всего на рассмотрение жюри поступило 405 работ.

## Церемония
Девятнадцатая церемония награждения победителей в номинациях категории «Дневной эфир» и категории «Вечерний прайм» прошла в два этапа в один день — 25 июня 2015 года. Местом проведения обоих этапов церемонии стала первая студия телевизионного технического центра «Останкино». Ведущими первого этапа церемонии выступили Михаил Швыдкой, Светлана Зейналова, Фёкла Толстая и Александр Петров, а второго — Михаил Швыдкой, Екатерина Агафонова, Дарья Мороз, Ольга Орлова и Анастасия Чернобровина. Телевизионная версия церемонии награждения в номинациях категории «Вечерний прайм» была подготовлена и показана в эфире телеканалом «РЕН ТВ».

## Победители по каналам вещания
Победа в номинации «Событие телевизионного сезона» засчитана сразу трём телеканалам: «Первому каналу», «России-1» и «ТВ Центру».
| Телеканал    | Дневной эфир | Дневной эфир | Вечерний прайм | Вечерний прайм | Всего  | Всего     |
| Телеканал    | Победы       | Номинации    | Победы         | Номинации      | Победы | Номинации |
| ------------ | ------------ | ------------ | -------------- | -------------- | ------ | --------- |
| Первый канал | 2            | 8            | 8              | 14             | 10     | 22        |
| Россия-1     | 1            | 6            | 6              | 12             | 7      | 18        |
| Россия-К     | 4            | 4            | 0              | 0              | 4      | 4         |
| НТВ          | 3            | 5            | 0              | 1              | 3      | 6         |
| ТНТ          | 1            | 2            | 0              | 7              | 1      | 9         |
| ТВ Центр     | 0            | 3            | 1              | 4              | 1      | 7         |
| Россия-2     | 1            | 1            | 0              | 0              | 1      | 1         |
| СТС          | 0            | 4            | 0              | 0              | 0      | 4         |
| Пятый канал  | 0            | 3            | 0              | 1              | 0      | 4         |
| Домашний     | 0            | 1            | 0              | 0              | 0      | 1         |
| Пятница!     | 0            | 1            | 0              | 0              | 0      | 1         |

## Победители и финалисты

### Категория «Дневной эфир»
Победители указаны первыми и выделены отдельным цветом 
| Номинации                                    | Победители и финалисты                                                             | Производитель                                 | Канал вещания |
| -------------------------------------------- | ---------------------------------------------------------------------------------- | --------------------------------------------- | ------------- |
| Утренняя программа                           | «Доброе утро»                                                                      | «Первый канал»                                | Первый канал  |
| Утренняя программа                           | «Утро на 5»                                                                        | «Телерадиокомпания „Петербург“»               | Пятый канал   |
| Утренняя программа                           | «Утро России»                                                                      | ВГТРК                                         | Россия-1      |
| Ведущий утренней программы                   | Анастасия Чернобровина, Владислав Завьялов — «Утро России»                         | ВГТРК                                         | Россия-1      |
| Ведущий утренней программы                   | Феликс Невелев, Дарья Александрова, Кирилл Пищальников — «Утро на 5»               | «Телерадиокомпания „Петербург“»               | Пятый канал   |
| Ведущий утренней программы                   | Антон Привольнов, Наталья Семенихина — «Контрольная закупка»                       | «Красный квадрат»                             | Первый канал  |
| Ток-шоу                                      | «Наблюдатель»                                                                      | ГТРК «Культура»                               | Россия-К      |
| Ток-шоу                                      | «Открытая студия»                                                                  | «Телерадиокомпания „Петербург“»               | Пятый канал   |
| Ток-шоу                                      | «Наедине со всеми»                                                                 | «Первый канал»                                | Первый канал  |
| Развлекательная программа «Образ жизни»      | «Модный приговор»                                                                  | «Красный квадрат»                             | Первый канал  |
| Развлекательная программа «Образ жизни»      | «Взвешенные люди»                                                                  | «ВайТ Медиа»                                  | СТС           |
| Развлекательная программа «Образ жизни»      | «О самом главном»                                                                  | «М-Продакшн Групп»                            | Россия-1      |
| Телеигра                                     | «Своя игра»                                                                        | «Студия 2В»                                   | НТВ           |
| Телеигра                                     | «Сто к одному»                                                                     | «Студия 2В»                                   | Россия-1      |
| Телеигра                                     | «Большой Вопрос»                                                                   | «Наутилус Медиа»                              | СТС           |
| Публицистическая программа «Человек и право» | «Следствие вели…», выпуск «Золотые руки»                                           | «Киностудия „Версия“»                         | НТВ           |
| Публицистическая программа «Человек и право» | «Честный детектив»                                                                 | ВГТРК                                         | Россия-1      |
| Просветительская программа                   | «Белая студия»                                                                     | «М-Продакшн Групп»                            | Россия-К      |
| Просветительская программа                   | ВДНХ                                                                               | «МедиаГрупп»                                  | Первый канал  |
| Просветительская программа                   | «Соль и сахар. Смерть по вкусу» из цикла «Научные расследования Сергея Малозёмова» | «СТВ», по заказу «Телекомпания НТВ»           | НТВ           |
| Спортивная программа                         | «Биатлон с Дмитрием Губерниевым»                                                   | «СмартПикчерз», по заказу ВГТРК               | Россия-2      |
| Спортивная программа                         | «Гонщики»                                                                          | «2Б Продакшн»                                 | Пятница!      |
| Спортивная программа                         | «Большие гонки. Битва континентов» 10 сезон                                        | «Красный квадрат»                             | Первый канал  |
| Теленовелла                                  | «Возвращение Мухтара»                                                              | «Студия 2В»                                   | НТВ           |
| Теленовелла                                  | «Последний янычар»                                                                 | «Мостелефильм Дистрибьюшн»                    | Россия-1      |
| Теленовелла                                  | «С небес на землю»                                                                 | «Свэлл Фильм»                                 | ТВ Центр      |
| Ситком                                       | «Физрук»                                                                           | «A+Production»                                | ТНТ           |
| Ситком                                       | «Кухня»                                                                            | Yellow, Black and White / KeyStone Production | СТС           |
| Ситком                                       | «Последний из Магикян»                                                             | Yellow, Black and White / Кинокомпания «Небо» | СТС           |
| Программа для детей и юношества              | «Лунтик»                                                                           | «Мельница»                                    | Россия-К      |
| Программа для детей и юношества              | «Ералаш»                                                                           | «Продюсерский центр Ералаш»                   | Первый канал  |
| Программа для детей и юношества              | «АБВГДейка»                                                                        | «Абвгдейка»                                   | ТВ Центр      |
| Эфирный промоушн                             | Анонс конкурса Чайковского «Настройся на Чайковского»                              | ГТРК «Культура»                               | Россия-К      |
| Эфирный промоушн                             | «Письма с фронта»                                                                  | «Телекомпания НТВ»                            | НТВ           |
| Эфирный промоушн                             | Трейлер «Белка». Новогоднее кино                                                   | «Первый канал»                                | Первый канал  |
| Эфирный промоушн                             | «Я люблю тебя, Москва!»                                                            | «ТВ Центр»                                    | ТВ Центр      |
| Эфирный промоушн                             | Эфирное оформление канала «Домашний»                                               | «Студия „Loop“»                               | Домашний      |
| Эфирный промоушн                             | «Чернобыль: Зона отчуждения»                                                       | ТНТ-Телесеть                                  | ТНТ           |

### Категория «Вечерний прайм»
Победители указаны первыми и выделены отдельным цветом 
| Номинации                                            | Победители и финалисты                                                           | Производитель                        | Канал вещания                    |
| ---------------------------------------------------- | -------------------------------------------------------------------------------- | ------------------------------------ | -------------------------------- |
| Информационная программа                             | «Вести недели» с Дмитрием Киселёвым                                              | ВГТРК                                | Россия-1                         |
| Информационная программа                             | «Главное»                                                                        | «Телерадиокомпания „Петербург“»      | Пятый канал                      |
| Информационная программа                             | «Воскресное время»                                                               | «Первый канал»                       | Первый канал                     |
| Ведущий информационной программы                     | Мария Ситтель, Андрей Кондрашов — «Вести 20:00»                                  | ВГТРК                                | Россия-1                         |
| Ведущий информационной программы                     | Анна Янкина, Егор Колыванов — «Анатомия дня»                                     | «ППК»                                | НТВ                              |
| Ведущий информационной программы                     | Дмитрий Борисов — «Новости»                                                      | «Первый канал»                       | Первый канал                     |
| Репортёр/оператор репортажа                          | Алексей Зотов — репортаж «Детский хоспис»                                        | «Первый канал»                       | Первый канал                     |
| Репортёр/оператор репортажа                          | Александр Рогаткин, Дмитрий Рогалёв — «Серия специальных репортажей из Донбасса» | ВГТРК                                | Россия-1                         |
| Репортёр/оператор репортажа                          | Вера Кузьмина — «Цена выживания»                                                 | «ТВ Центр»                           | ТВ Центр                         |
| Вечернее ток-шоу                                     | «Сегодня вечером»                                                                | «Красный квадрат»                    | Первый канал                     |
| Вечернее ток-шоу                                     | «Право знать!»                                                                   | «Издательский дом „Штрихкод“»        | ТВ Центр                         |
| Вечернее ток-шоу                                     | «Вечер с Владимиром Соловьёвым»                                                  | «М-Продакшн Групп»                   | Россия-1                         |
| Развлекательная программа                            | «Голос»                                                                          | «Красный квадрат»                    | Первый канал                     |
| Развлекательная программа                            | «Вечерний Ургант»                                                                | «Первый канал»                       | Первый канал                     |
| Развлекательная программа                            | «Comedy Club»                                                                    | «Comedy Club Production»             | ТНТ                              |
| Ведущий развлекательной программы                    | Иван Ургант — «Вечерний Ургант»                                                  | «Первый канал»                       | Первый канал                     |
| Ведущий развлекательной программы                    | Дмитрий Нагиев — «Голос»                                                         | «Красный квадрат»                    | Первый канал                     |
| Ведущий развлекательной программы                    | Гарик Мартиросян, Григорий Лепс — «Главная сцена»                                | «Красный квадрат»                    | Россия-1                         |
| Ведущий развлекательной программы                    | Гарик Мартиросян, Павел Воля — «Comedy Club»                                     | «Comedy Club Production»             | ТНТ                              |
| Телевизионный фильм/сериал                           | «Екатерина»                                                                      | «Амедиа»                             | Россия-1                         |
| Телевизионный фильм/сериал                           | «Однажды в Ростове»                                                              | «Продюсерский центр Сергея Жигунова» | Первый канал                     |
| Телевизионный фильм/сериал                           | «Чернобыль: Зона отчуждения»                                                     | «СинеЛаб Продакшн»                   | ТНТ                              |
| Лучший актёр телевизионного фильма/сериала           | Богдан Ступка — «Однажды в Ростове»                                              | «Продюсерский центр Сергея Жигунова» | Первый канал                     |
| Лучший актёр телевизионного фильма/сериала           | Дмитрий Нагиев — «Физрук»                                                        | «A+Production»                       | ТНТ                              |
| Лучший актёр телевизионного фильма/сериала           | Владимир Машков — «Родина»                                                       | «ВайТ Медиа»                         | Россия-1                         |
| Лучшая актриса телевизионного фильма/сериала         | Юлия Ауг — «Екатерина»                                                           | «Амедиа»                             | Россия-1                         |
| Лучшая актриса телевизионного фильма/сериала         | Светлана Иванова — «Тест на беременность»                                        | «Всемирные русские студии»           | Первый канал                     |
| Лучшая актриса телевизионного фильма/сериала         | Зоя Бербер — «Реальные пацаны»                                                   | «A+Production»                       | ТНТ                              |
| Документальный проект                                | «Бродский не поэт»                                                               | «Центральное телевидение»            | Первый канал                     |
| Документальный проект                                | «Удар властью». Фильм «Человек, похожий на…»                                     | «Панкратова Наталия Владимировна»    | ТВ Центр                         |
| Документальный проект                                | «Президент»                                                                      | Кинокомпания «Мастерская»            | Россия-1                         |
| Телевизионный продюсер сезона                        | Юрий Аксюта — «Голос»                                                            | «Красный квадрат»                    | Первый канал                     |
| Телевизионный продюсер сезона                        | Вячеслав Дусмухаметов — «Танцы»                                                  | «Comedy Club Production»             | ТНТ                              |
| Телевизионный продюсер сезона                        | Саида Медведева — «Президент»                                                    | ВГТРК                                | Россия-1                         |
| Событие телевизионного сезона                        | Акция «Бессмертный полк»                                                         | «Первый канал», ВГТРК                | Первый канал, Россия-1, ТВ Центр |
| Событие телевизионного сезона                        | «Крым. Путь на Родину»                                                           | Ассоциация «Наше Кино»               | Россия-1                         |
| Событие телевизионного сезона                        | «Танцы»                                                                          | «Comedy Club Production»             | ТНТ                              |
| «За личный вклад в развитие российского телевидения» | Кира Прошутинская                                                                |                                      |                                  |
| «За личный вклад в развитие российского телевидения» | Наталия Стеценко                                                                 |                                      |                                  |
| «За личный вклад в развитие российского телевидения» | Владимир Кондратьев                                                              |                                      |                                  |
| «За личный вклад в развитие российского телевидения» | Саида Медведева                                                                  |                                      |                                  |
| «За личный вклад в развитие российского телевидения» | Леонид Якубович                                                                  |                                      |                                  |
| Специальный приз «За осмысление современной истории» | «Крым. Путь на Родину»                                                           |                                      |                                  |